# Смирнов, Семён Алексеевич (врач)
Семён Алексе́евич Смирно́в (22 апреля 1819 — 29 ноября 1911) — русский врач, бальнеолог, один из основоположников научной бальнеологии.

## Биография
Родился 22 апреля 1819 года[по какому календарю?] в селе Радогощь Севского уезда Орловской губернии (ныне Комаричский район Брянской области).
В 1835 году окончил Орловскую гимназию и поступил на медицинский факультет Московского университета. Университетский курс окончил лишь в 1848 году. Служил врачом в школе межевых топографов. В 1851 году защитил докторскую диссертацию на тему «О мочевой кислоте и её диагностическом значении». В 1858—1861 годах работал под руководством Ф. И. Иноземцева. Совместно с ним с 1858 года он издавал и редактировал «Московскую медицинскую газету», выступая на её страницах с острыми полемическими статьями, обосновывая необходимость развития общественной медицины в России, создания медицинских обществ, созыва съездов русских естествоиспытателей и врачей, а также защищая принципы русской медицинской науки и призывая к освобождению её от иностранного засилия.
Особое значение имеют его труды по развитию курортного дела и научных основ бальнеологии в России. В 1862 году крупный русский предприниматель Н. А. Новосельский, взявший в конце 1861 года в аренду курорты кавказских минеральных вод, предложил С. А. Смирнову пост директора Управления курортов Кавказских минеральных вод. Одному из своих знакомых Смирнов писал: «При первом знакомстве с замечательным богатством и разнообразием наших вод я был поражен богатством этого края, но вместе с тем болела душа, и оскорблялось национальное чувство, видя это богатство в таком первобытном, полудиком состоянии…». По инициативе Смирнова была организована физико-химическая лаборатория, метеорологическая станция и «Геогностический музей», в котором экспонировалось более 1500 образцов горных пород, имевших важное значение для изучения происхождения и состава минеральных вод. С 1865 года по инициативе Смирнова стал издаваться «Листок для посетителей Кавказских Минеральных Вод» — первая в России курортная газета. Вместо существовавшей традиции лечить больных поочередно на всех четырех кавказских курортах — начинали в Пятигорске, продолжали в Железноводске или Ессентуках и заканчивали в Кисловодске, — Смирновым было организовано профильное распределение лечащихся по группам, в зависимости от характера болезни. По инициативе доктора было построено кумысное заведение с тем, чтобы кумыс употреблять с минеральной горячей водой. Он пытался наладить розлив минеральных вод; разработал рецепт получения лечебных солей из воды источника «Ессентуки № 17» и изготовления лепёшек, которые с успехом заменяли ввозимые из-за границы лечебные лепёшки Виши. Директорство Смирнова продолжалось почти 10 лет, до 1871 года. В 1896 году один из источников Железноводска (имевший название Грязнушка) был назван в честь С. А. Смирнова смирновским.
Он был одним из организаторов и фактически первым председателем Общества русских врачей в Москве, одним из основателей и председателем (в течение 33 лет) Русского бальнеологического общества (1863).
Умер 29 ноября 1911 года[по какому календарю?]. Похоронен в Москве.
С. А. Смирнов — автор более 70 научных работ. Также он был редактором 16-томного издания «Записок русского бальнеологического общества».